# Союз норвежских армейских офицеров
Союз норвежских армейских офицеров (норвеж. Norges Offisersforbund ) — крупнейший профсоюз военных в Норвегии, который объединяет офицеров, военных специалистов, а также персонал, проходящий обучение в Вооруженных Силах и оборонном секторе. Союз организован в рамках Национальной Норвежской конфедерации профсоюзов. 

## История
Первое местное отделение организации было основано в помещении артиллерийского полка в крепости Акерсхус в Христиании 24 октября 1847 года. Ассоциация стала общенациональной 7 февраля 1896 года и получила название Norges Befalslag. В 1978 году была объединена с Luftforsvarets Befalsforbund и образовался Norges Befalsforbund. 

## Современность
Настоящее название Norges offisers- og spesialistforbund было принято в 1986 году.
Штаб находится в Осло.
Лидером профсоюза с 2016 года является Торбьерн Бонго.
В 2021 году в организации состояло более 6000 членов.
Союз работал и работает над укреплением Вооруженных Сил и их роли в норвежском обществе, над продвижением общих экономических, социальных и профессиональных интересов военнослужащих, курсантов и стажёров в Вооруженных Силах.
СНАО издаёт отраслевой журнал Befalsbladet четыре раза в год.

## Структура
- Национальная ассамблея. Высший орган союза, который собирается каждые четыре года.
- Национальный совет. Второй высший орган союза, состоит из 15 избранных членов и собирается два раза в год.
- Федеральный совет. Состоит из лидера профсоюза, заместителя лидера и четырёх других избранных членов и собирается 6-8 раз в год.[2]

## Примечание
1. ↑  Engstad, Paul. Norges Offisersforbund 100 år : 1896-1996. — Norges Offisersforbund, 1996. — ISBN 82-993808-0-4, 978-82-993808-0-5.
2. ↑  Dag Leraand. Norges offisers- og spesialistforbund (норв.) // Store norske leksikon. — 2022-05-31. Архивировано 31 мая 2022 года.